# Cephalotaxus
Cephalotaxus Siebold & Zucc. ex Endl. è un genere di alberi e arbusti sempreverdi simili al Tasso ma con aghi più lunghi, originario della Cina e del Giappone, introdotti in Europa nel XIX secolo come piante ornamentali. È l'unico genere relitto della famiglia Cephalotaxaceae.

## Descrizione
Hanno foglie aghiformi morbide, disposte a pettine sui rametti, di colore verde; sono piante generalmente dioiche con fiori maschili formati da microsporofilli riuniti in piccoli strobili coniformi o pseudoamenti lungo i rametti all'ascella delle foglie, i fiori femminili sono formati da macrosporofilli disposti a coppie, contenenti ciascuno due ovuli e posti alla base dei rami; i frutti sono delle pseudodrupe carnose generalmente di colore rossastro.

## Tassonomia
Il genere comprende le seguenti specie:
- Cephalotaxus fortunei Hook.
- Cephalotaxus griffithii Hook.f.
- Cephalotaxus hainanensis H.L.Li
- Cephalotaxus harringtonii (Knight ex J.Forbes) K.Koch
- Cephalotaxus lanceolata K.M.Feng ex C.Y.Cheng W.C.Cheng & L.K.Fu
- Cephalotaxus latifolia W.C.Cheng & L.K.Fu ex L.K.Fu & R.R.Mill
- Cephalotaxus mannii Hook.f.
- Cephalotaxus oliveri Mast.
- Cephalotaxus sinensis (Rehder & E.H.Wilson) H.L.Li

## Coltivazione
Richiedono posizione a mezz'ombra, terreno fertile e fresco, si possono potare anche drasticamente senza pregiudicarne la vitalità.